# Екоауторитаризам
Екоауторитаризам или еколошки ауторитаризам, је политичка мисао која се залаже за неизбежност и неопходност мера које пркосе демократији и чак општеприхваћеним људским правима уопште. Заједнички именитељ у екоауторитарној мисли је фокус на одрживости и уверење да демократија не може обезбедити опстанак. Иако се могу замислити други типови режима, већина научника предлаже меритократски систем, иако неки предлажу климатску диктатуру. Уместо демократске владавине, политичари би били бирани према њиховој стручности. Демократску вољу би замениле политике вођене науком и еколошком потребом.
Унутар зелене политичке мисли, екоауторитаризам је маргиналан. Екоауторитаризам је инспирисан извештајем Ограничењима за раст и његовим закључком да постоје физичка ограничења за раст и да је Земља без драматичних промена у свим областима живота осуђена да постане ненасељива. Новија екоауторитарна мисао подвлачи компромисе и недостатак легитимитета неодрживе политике у демократији. Наглашава да демократија не може бити апсолут, јер је одрживост предуслов за све вредно. Показује како се прекомерно искоришћавање ресурса, с обзиром на његове последице, мора сматрати насиљем и да у ствари многа питања не могу бити предмет демократског одлучивања нити би требало бити предмет демократског одлучивања. Много је случајева када се држава већ меша и где је мешање од суштинске важности за јавну безбедност.
Екоауторитарне мисли у последње време добијају на снази, јер неки људи верују да је демократија неадекватан систем за обезбеђивање еколошке стабилности. Како проблеми попут климатских промена остају нерешени на глобалном нивоу, гласови који траже строже мере вероватно ће постати све гласнији. Поготово, недавни скокови које је предузела кинеска влада неки научници виде као доказ супериорног потенцијала аутократских влада када је у питању примена доброг управљања животном средином.

## Такође види
- Екофашизам
- Дубинска екологија
- Еко-национализам